# Maxime Oltmann
Pas d'image ? Cliquez ici

a Compétitions nationales et continentales officielles uniquement.

b Matchs officiels uniquement.
Dernière mise à jour le 21 janvier 2025.
Maxime Oltmann, né le 28 décembre 1995 à Port-Vila, est un joueur international allemand de rugby à XV évoluant au poste d'ailier.

## Biographie
Maxime Oltmann est né de l'union d'un père allemand et d'une mère mélanésienne, alors que le premier est alors expatrié au Vanuatu. Il arrive en France, alors âgé d'environ 5 à 7 ans dans la région de Perpignan, son père devant revenir en Europe pour raisons médicales. Bien que ses parents ne soient pas sportifs, son père l'inscrit à l'école de rugby à XV de l'Union sportive Canet Sainte-Marie, club représentant les communes de Canet-en-Roussillon et Sainte-Marie-la-Mer,.
Il rejoint par la suite l'USA Perpignan en 2012, en première année crabos. Il évolue ensuite jusqu'en 2017 avec les espoirs du centre de formation du club catalan.
Tim Menzel, joueur international allemand évoluant également à l'USA Perpignan, l'incite à prétendre à intégrer l'équipe nationale allemande, étant éligible via la nationalité de son père. Oltmann participe ainsi au championnat européen des nations en 2016, ; son début de carrière en France lui permet tout de même de bénéficier du statut de JIFF.
En club, il ne joue qu'un match avec l'équipe professionnelle de Perpignan. Il rejoint alors l'US Carcassonne en 2017, toujours en Pro D2.
En février 2020, il est invité par l'Union Bordeaux Bègles pour participer au Supersevens avec l'équipe girondine,.
Il rejoint le Stado Tarbes Pyrénées rugby à l'intersaison 2020 pour la saison 2020-2021 de Nationale.
En avril 2023, il signe un pré-contrat avec l'US Dax, pensionnaire de Nationale en lutte en bonne voie pour l'accession en Pro D2 ; une fois la montée en division professionnelle confirmée pour le club landais, Oltmann signe un contrat de deux saisons. Il prolonge pour deux années supplémentaires en novembre 2024.

## Palmarès
- Championnat de France espoirs :
  - Champion : 2017 avec l'USA Perpignan.